# Daisy Solomon

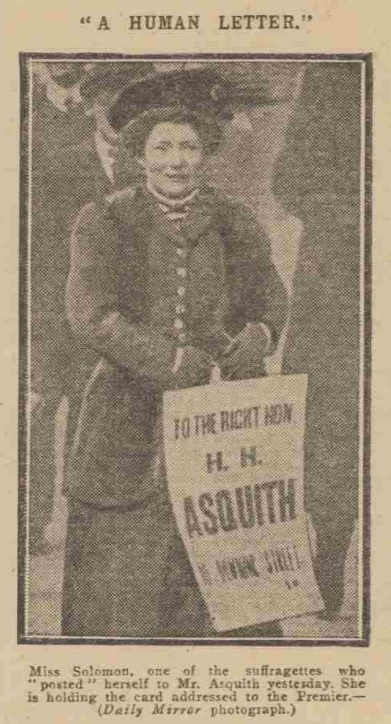
Daisy Solomon, 1909

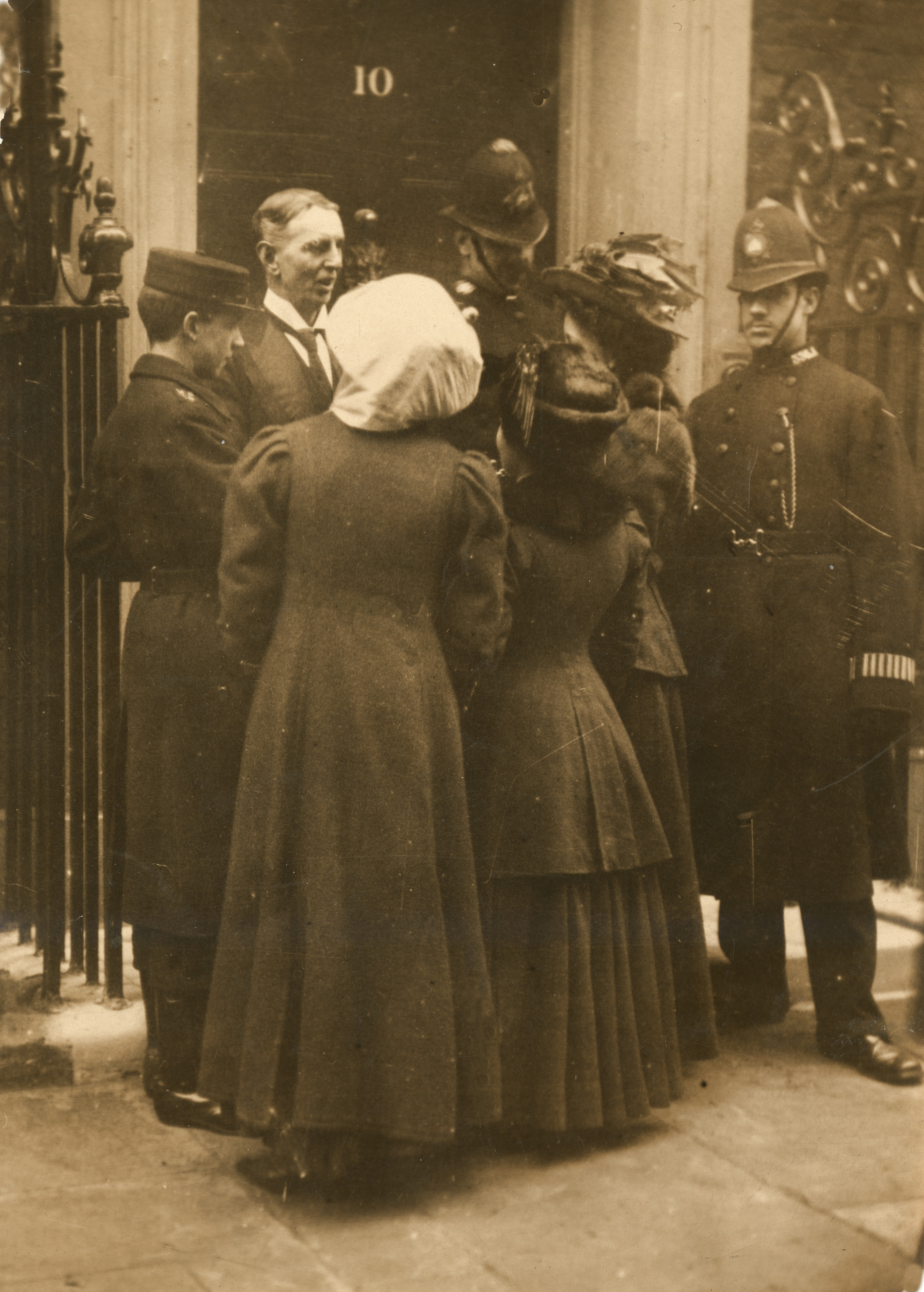
Daisy Solomon und Elspeth McLelland als „menschliche Briefe“ vor 10 Downing Street, 23. Februar 1909

Daisy Dorothea Solomon (* 1882 in Kapstadt, Kapkolonie; † 1978 in Südafrika) war eine britische Suffragette und Frauenrechtsaktivistin. Solomon wurde im Rahmen der britischen Suffragetten-Kampagne als „menschlicher Brief“ aufgegeben und nutzte eine Besonderheit des britischen Postsystems, um sich an Premierminister H. H. Asquith zu wenden, der eine Delegation von Suffragetten nicht empfangen wollte. Solomon war Sekretärin von Suffragettengruppen, nahm an Protesten teil, wurde dabei inhaftiert und trat in den Hungerstreik.

## Leben
Solomon wurde in Südafrika als eines von sechs Kindern von Saul Solomon (1817–1892) und Georgiana Solomon, geborene Thomson (1844–1933), geboren. Solomons Mutter war 1873 von Schottland nach Südafrika ausgewandert, um an einer neu gegründeten Mädchenschule zu unterrichten, aus der das Good Hope Seminary hervorging, und heiratete am 27. März 1874 den wesentlich älteren Saul Solomon. Die älteste Tochter kam bei einem Unfall ums Leben, bevor Salomon geboren wurde. Sie hatte eine Schwester Margaret und drei Brüder, Saul, George und William Ewart Gladstone.
Solomons Mutter Georgiana setzte sich in Südafrika für die Woman’s Christian Temperance Union ein und stieg zur internationalen Vertreterin und späteren Vizepräsidentin auf. Sie engagierte sich später für das Frauenwahlrecht in Großbritannien und kehrte für kurze Zeit (1902) zurück, um auch eine Kampagne für Frauen in Südafrika zu unterstützen.
Solomons Vater war Besitzer der Zeitung Cape Argus und liberaler Politiker im ersten Kap-Parlament, ihre Mutter war Erzieherin und selbst Suffragette. Daisy Solomon wuchs in einem reformorientierten Haushalt auf; ihr Vater war als Radikaler bekannt, da er sich für eine „rassenübergreifende“ Regierung einsetzte, die im Gegensatz zu den politischen Ansichten vieler Machthaber jener Zeit stand. Ihr Vater war ein Befürworter von Frauenrechten und bekannt dafür, dass er die Redefreiheit im Parlament und in seiner Zeitung verteidigte. Er hatte ein Originalexemplar von Mary Wollstonecrafts Vindication of the Rights of Women in seiner Bibliothek, das Salomon später der Women’s Library vermachte.
Wegen des schlechten Gesundheitszustands des Vaters kehrte die Familie 1888 nach Großbritannien zurück; er starb 1892 in Schottland. Solomon lebte zunächst in Bedford, dann in Sidcup, London, bevor die Familie nach West Hampstead zog.
Solomon und ihre Mutter schlossen sich der Women's Liberal Association an, kamen aber 1908 zu dem Schluss, dass diese Organisation keine ausreichenden Fortschritte in Bezug auf das Frauenwahlrecht erzielte, und traten der militanten Suffragettenorganisation Women’s Social and Political Union (WSPU) bei. Innerhalb der Kampagne der WSPU nahmen die Solomons an einer Reihe von Suffragetten-Veranstaltungen teil; sie organisierten Proteste und Werbekampagnen, um die Aufmerksamkeit von Politikern und der Öffentlichkeit zu erregen.
Am 23. Februar 1909 brachte Jessie Kenney Solomon und Elspeth McClelland zum Post Office auf The Strand und bezahlte drei Pence, um sie am Tag vor dem Treffen des die eigentlichen Parlamentssitzungen begleitenden, sogenannten „Frauenparlaments“ in der Caxton Hall an den Premierminister in 10 Downing Street zu „versenden“. Dies sorgte für Schlagzeilen im Daily Mirror, dessen Reporter von der Aktion unterrichtet worden war. Solomon und McClelland wurden bei ihrer Teilnahme an der Veranstaltung in der Caxton Hall mit großem Beifall bedacht. Danach versuchte eine Delegation, der auch Solomon angehörte, erneut, sich dem Premierminister zu nähern, während dieser zu Abend aß, und siebenundzwanzig Frauen wurden zusammen mit der Anführerin Emmeline Pethick-Lawrence verhaftet. Für Solomon und andere wie Constance Bulwer-Lytton, Caprina Fahey, Rose Lamartine Yates und Sarah Carwin war dies die erste Verhaftung als Suffragette. Die Verhaftungen erregten internationales Aufsehen, und der Los Angeles Herald kommentierte die „hohe gesellschaftliche Stellung“ von Solomon und anderen mit der Bemerkung, dass „es immer schwieriger wird, vorherzusagen, wie ihre Forderungen länger abgewehrt werden können“, und stellte fest, dass die Situation dieser Verhaftungen und die Beharrlichkeit derjenigen, die für das Frauenwahlrecht kämpften, für die britische Regierung „peinlich“ würde.
Bulwer-Lytton zitierte Solomon in ihrem Buch Prisons and Prisoners: some personal experiences mit dem Bericht über die spärliche Ausstattung des Gefängnisses: „eine dünne, harte Matratze und ein noch dünneres Kissen“ und der Freude über das Auffinden einer Bürste und eines Kammes. Solomon trat in den Hungerstreik und wurde zwangsernährt. Trotz dieser Erfahrung sagte Solomon, dass sie ihre Inhaftierung als „baptism to work for the uplifting of womanhood“ betrachtete.
1906 war Solomon Sekretärin in der WSPU-Zweigstelle in Hampstead, trat aber 1913 zurück. Bis 1915 war Solomon jedoch dem Zweig der United Suffragists in Hampstead und Golders Green beigetreten, wo sie als Sekretärin fungierte und mit anderen Suffragetten wie Charlotte Despard in Kontakt stand. 1918 wurde Solomon Literatursekretärin der British Dominions' Women's Citizens Union und nahm 1923 an einer internationalen Konferenz in Paris teil. Solomon setzte sich weiterhin für die Ausweitung des Wahlrechts auf die gleiche Ebene wie für Männer ein, unter anderem 1926 als ehrenamtliche Sekretärin des Equal Political Rights Campaign Committee. 1928 übernahm Solomon das Amt der Sekretärin der British Commonwealth League und erläuterte die Situation in Südafrika, wo die Frauen zwar eine beachtliche Sozial- und Wohlfahrtsarbeit leisteten, aber kein erweitertes Wahlrecht besaßen und keine politische Partei das Frauenwahlrecht unterstützte, obwohl Frauen für den Gemeinderat wählen durften. Es gäbe zwar eine kleine Anzahl von weiblichen Ratsmitgliedern und eine Bürgermeisterin, aber sie erklärte auch, dass rassistische Erwägungen dort den Fortschritt behinderten und dass britische Suffragetten mehr unterstützen sollten.
Solomon war mindestens bis 1948 in Großbritannien, kehrte danach aber vor 1963 nach Südafrika zurück und starb dort 1978.
Solomons Nachlass wurde der südafrikanischen Bibliothek in Kapstadt geschenkt, die heute Teil der Nationalbibliothek von Südafrika ist.